# Piergiorgio Deila
Piergiorgio Deila, né le 7 octobre 1966, est un pilote de rallye italien.

## Biographie
Sa carrière en compétition automobile s'étale de 1985 à 2008. En 2013 (à 47 ans passés), il reprend du service dans la compétition italienne de la Coupe internationale des rallyes, avec Andrea Marchesini.
Son meilleur classement en championnat mondial est une 7e place obtenue au rallye Sanremo, en 1990. En 1995 il termine également 1er de la catégorie 2WD au rallye du Portugal.
Pierangelo Scalvini est son copilote de 1990 à 1995, lors de ses principales victoires.
Il est le seul Italien à avoir remporté à la fois son propre championnat et celui de République tchèque.

## Palmarès

### Titres
- Champion d'Italie des rallyes, en 1992, sur Lancia Delta HF Integrale (copilote P.Scalvini);
- Champion de Tchéquie des rallyes, en 1994, sur Lancia Delta HF Integrale (copilote P.Scalvini); 
  - Vice-champion d'Italie des rallyes deux roues motrices, en 2000;
  - 3e du championnat d'Italie des rallyes deux roues motrices, en 1999;

### 3 victoires en championnat d'Europe
- Rallye Targa Florio: 1992;
- Rallye de Piancavallo: 1992;
- Rallye de Bohême: 1994;

### 4 victoires en championnat d'Italie
- Rallye Targa Florio: 1992;
- Rallye de Piancavallo: 1992;
- Rallye d'Alba: 2004;
- Rallye de Carmagnole: 2005;

### 4 victoires en championnat de Tchéquie
- Rallye Šumava: 1994;
- Rallye Krumlov: 1994;
- Rallye de Bohême: 1994;
- Rallye Otava: 1994;

### 3 victoires en championnat d'Italie 2WD
- Rallye Vallecamonica: 1999;
- Rallye du Val d'Aoste: 2000;
- Rallye de la cîté de Ceccano: 2000;

### 2 victoires en trophée d'Italie asphalte (D2)
- Rallye du Val d'Aoste: 2008;
- Raye d'Alba: 2008.